# Полковник Желязово
Полко̀вник Желя̀зово е село в Южна България. До 1934 година името на селото е Кара Демирлер. То се намира в община Крумовград, област Кърджали.

## География
Село Полковник Желязово се намира в планински район, близо до гр. Крумовград.

## История
Селото носи името на освободителя на Крумовград през Балканската война (1912 – 1913) полковник Желязов.

## Население
Численост и дял на етническите групи според преброяването на населението през 2011 г.:
|                     | Численост | Дял (в %) |
| Общо                | 601       | 100,00    |
| Българи             | 93        | 15,47     |
| Турци               | 306       | 50,91     |
| Цигани              | 0         | 0,00      |
| Други               | 23        | 3,82      |
| Не се самоопределят | 56        | 9,31      |
| Неотговорили        | 123       | 20,46     |